# Haplinis banksi
Haplinis banksi là một loài nhện trong họ Linyphiidae.
Loài này thuộc chi Haplinis. Haplinis banksi được A. David Blest miêu tả năm 1979.